# Darren Chiacchia
Darren Chiacchia, né le 18 septembre 1964 à Buffalo (New York), est un cavalier de concours complet américain.
Il dispute les Jeux olympiques d'été de 2004, remportant une médaille de bronze en concours complet par équipe.